# Свети Теодор Тирон (Янчище)
„Свети Теодор Тирон“ (на македонска литературна норма: „Свети Теодор Тирон“) е църква в тетовското село Янчище, Северна Македония, част от Тетовско-Гостиварската епархия на Македонската православна църква – Охридска архиепископия.
Намира се край селските гробища и е изградена в 1967 година. В църковния двор има импозантна трапезария, чийто темелен камък е поставен в 2002 година, а е осветена на 22 септември 2007 година от Кирил Положко-Кумановски. В църквата работи Стойче Станков.

## Галерия
- Богородица с Христос, Янчище, 1896 година. Автор Яков Радев Мажовски от Лазарополе. Размери: 73,5 Х 49 Х 2 см
- Фреска на Теодор Тирон над главния вход
- Камбанарията
- Църковната трапезария